# Boris Dvoršek
Boris Dvoršek (Zagreb, 9. studenog 1970.) hrvatski je rukometni trener.
Stekao je diplomu na Višoj trenerskoj školi na Kineziološkom fakultetu u Zagrebu. Svoju trenersku karijeru započeo je 1989. godine radom s mlađim uzrastima Badel 1862 Zagreba.
Kao trener vodio je brojne klubove. Među najznačajnijim angažmanima ističe se rad u RK Zagrebu gdje je trenirao i prvu momčad i drugu momčad kluba. Iskustvo je stjecao i u inozemstvu, trenirajući njemački klub Eppan i talijanski SSV Bozen, te mađarski Alba Fehérvár.
Osim što je trenirao muške i ženske mlade reprezentacije Hrvatske, trenutno obnaša dužnost pomoćnog trenera muške seniorske reprezentacije od 2023. godine. Također je bio izbornik muške reprezentacije do 20 godina od 2024. godine do srpnja 2025., kada je dao ostavku.